# Егир (спътник)
Егир или Сатурн XXXVI (условно означение S/2004 S 10) е естествен спътник на Сатурн. Откритието му е обявено от Скот Шепърд, Дейвид Джуит, Ян Клайн и Брайън Марсдън на 4 май 2005 от наблюдения направени между 12 декември 2004 и 11 март 2005. Егир е в диаметър около 6 км и орбитира около Сатурн на средна дистанция 19,618 млн. мили за 1025,908 дни, при инклинация 167° към еклиптиката в ретроградно направление с ексцентрицитет 0.237.
Наречен е на Егир, гигант (йотун) от Норвежката митология, олицотворяващ спокойните морета, този който спира бурите. Син е на Форньот и брат на Логе (огън, пламък) и Кари (вятър).